# Gerrit II van Strijen
Gerrit II van Strijen soms vermeld als Geert van Stryen was een 15e-eeuwse edelman en heer van Zevenbergen en Heesbeen. Hij was een verwoede Hoek tijdens de Hoekse en Kabeljauwse twisten, maar had ook eigen politieke belangen.

## Levensloop
Hij was een zoon van Hugeman van Strijen en Geertuida van Heesbeen. Tussen 1410 en 1417 werd hij negen keer genoemd als raad van de graaf van Holland. Van Strijen was ambachtsheer van Wieldrecht (1406-1421), dit dorp ging echter verloren tijdens de Sint-Elisabethsvloed van 1421.
In oktober 1415 nam Gerrit van Strijen de gezochte Jan V van Arkel gevangen aan de Hollandse-Brabantse grens. Hij sloot hem eerst op in Zevenbergen en werd kort daarna overgebracht naar de gevangenpoort in Den Haag. Na de dood van graaf Willem VI van Holland in 1417 kwam Van Arkel terug in Zevenbergen, pas vier jaar later leverde Van Strijen hem uit aan Jan IV van Brabant.
Gerrit was in 1426 nog een van de weinige aanhangers van Jacoba van Beieren, gravin van Holland. Hij kreeg in november 1426 echter bezoek van Filips III van Bourgondië, die zichzelf tot graaf van Holland had uitgeroepen en startte het Beleg van Zevenbergen. Na weken van beleg tijdens de winter wist Filips de stad niet binnen te komen en besloot hij tot een compromis met Gerrit. Hij bood de heer van Zevenbergen de vrede en een som geld aan, mits hij tussen hem en Jacoba er niet meer tussenbeide kwam. Gerrit verwierp dit aanbod en wist vervolgens nog weken stand te houden, hij wist het moraal van zijn mensen binnen de stad en het kasteel hoog te houden door leuzen te roepen als Stryen, Stryen. Echter op 11 april 1427 gaf hij zich over, dit mede door de hongersnood in de stad.
Gerrit van Strijen werd vervolgens afgevoerd naar Lille waar hij in gevangenschap zou verblijven. Volgens een volkslegende mocht hij pas weer vrijkomen wanneer Jacoba van Beieren zou overlijden. Een ander verhaal gaat dat hij na 10 à 11 jaar weer vrij kwam en door omzwervingen in het buitenland in bittere armoede overleed.